# 濟州火山島和熔岩洞
濟州火山島和熔岩洞（韓語：제주 화산섬과 용암 동굴）為位於韓國濟州特別自治道的自然保護區，包含漢拏山自然保護區、拒文岳溶岩洞窟系、城山日出峰。2007年獲聯合國教科文組織列入世界遺產，為韓國第一個自然遺產。

## 簡介
濟州火山島和熔岩洞位於韓國濟州特別自治道之濟州島，濟州島在180萬年前由火山活動所形成，島上分布許多火山丘、熔岩洞窟等火山地形，為目前世界上少數保存完整的大型盾狀火山之一，政府對於該處擬定完整的管理與保護措施，因此被選入作為世界遺產。「濟州火山島和熔岩洞」登錄的範圍有7處，包括漢拏山自然保護區、拒文岳溶岩洞窟系5處，以及城山日出峰。

### 漢拏山自然保護區
漢拏山（韓語：한라산）位於濟州島中央，海拔高1,950公尺，為韓國第一高山。漢拏山以「雲漢可拏引也」（山高到可以抓住銀河）而得名，與金剛山、智異山並稱為韓國的三神山。濟州島屬於新生代第四紀的火山島，至兩萬五千年前仍有火山活動。漢拏山於1966年10月被指定為大韓民國天然紀念物第182號。
漢拏山是由火山而形成的，擁有40多座火山。漢拏山的特色為山麓擁有世界最大規模的韓國冷杉林，有許多獨特、珍稀的動植物，計有1,800多種植物與4,000多種動物（包含昆蟲類3,300多種）。另外，漢拏山的火山口，經過雨水沖蝕與蓄積，形成今日的漢拏山白鹿潭。

### 拒文岳溶岩洞窟系
拒文岳位於濟州市朝天邑，海拔高456公尺，為距今約30萬至10萬年前的火山造成，從火山口噴出的岩漿沿著海岸斜坡向東北流動，形成獨特的地形，當地人稱為「善屹岬」。拒文岳溶岩洞窟系共有20多個洞窟，其中5個已被列入世界遺產，其中僅有「萬丈窟」（만장굴）對外開放。萬丈窟內可以觀賞到各種鐘乳石、石筍以及熔岩橋和熔岩瀑布等景觀。

### 城山日出峰

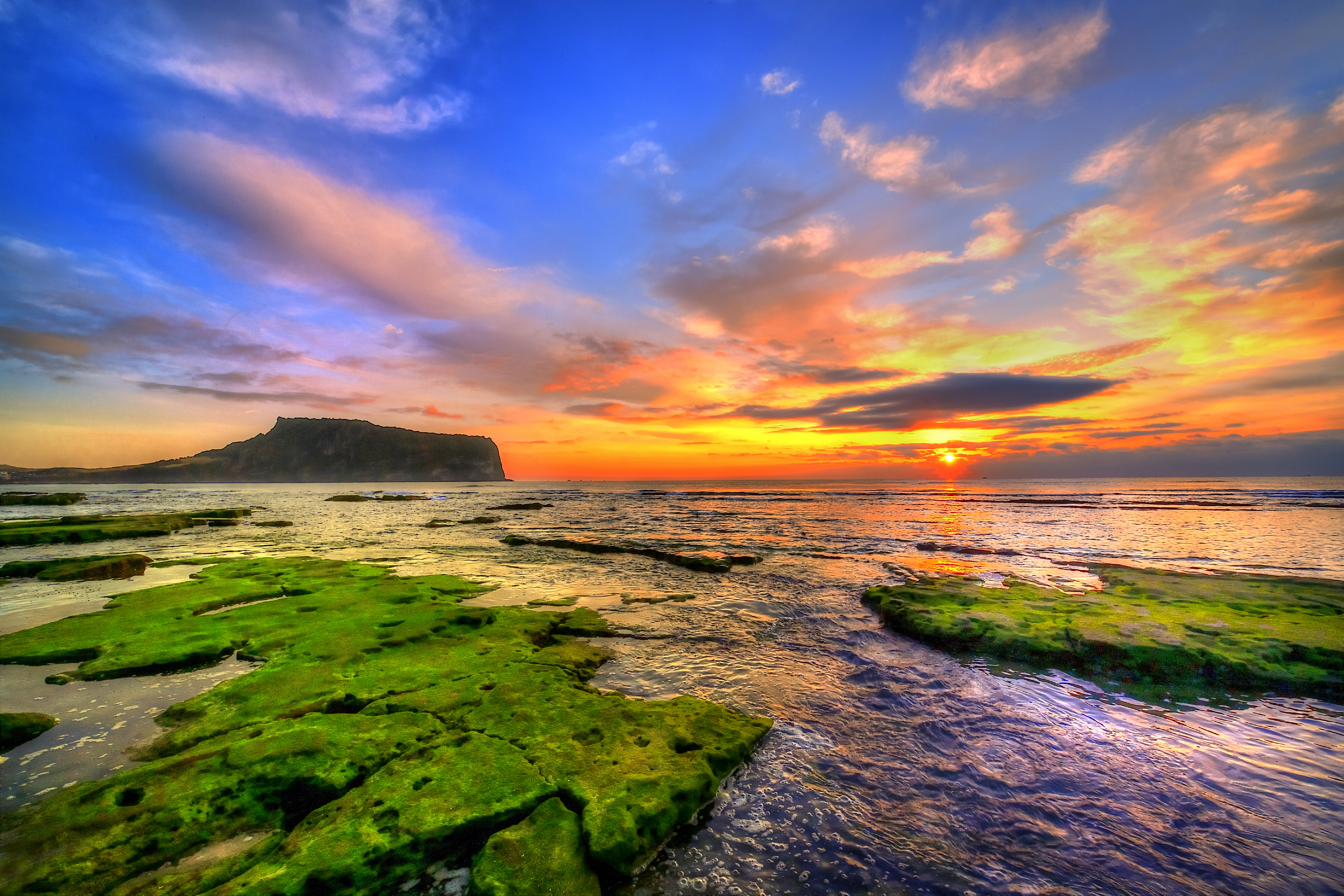
由空中眺望城山日出峰

城山日出峰（韓語：성산일출봉）於西歸浦市城山邑，海拔高179公尺，為約4萬至12萬年前海底火山爆發形成的火山噴發口，原本為一座獨立的火山島，後來由於沙子、碎石堆積，與濟州島東端之新陽涉地可支海邊（신양 섭지코지해변）相連，形成濟州島的一個突出半島。城山日出峰的火山噴發口直徑570公尺、深90公尺，面積達21.4公頃:51。

## 世界遺產登錄
第31屆「世界遺產委員會」會議2007年6月至7月於紐西蘭基督城召開，由韓國申報的項目「濟州火山島和熔岩洞」經大會通過，成為韓國第一個自然遺產，世界遺產編號為1264號。
该世界遗产被认为满足世界遺產登錄基準中的以下基準而予以登錄：
- （vii）包含出色的自然美景与美学重要性的自然现象或地区。
- （viii）代表生命进化的纪录、重要且持续的地质发展过程、具有意义的地形学或地文学特色等的地球历史主要发展阶段的显著例子。

世界遺產1264號登錄地點有7處，包括漢拏山自然保護區、拒文岳溶岩洞窟系5處、以及城山日出峰，內容如下：
| 世界遺產編號 | 名稱                         | 位置                       | 保護區域    | 緩衝區域    |
| ------------ | ---------------------------- | -------------------------- | ----------- | ----------- |
| 1264-001     | 漢拏山自然保護區             | 33°21'31"N 126°31'31"E     | 9,093.1公頃 | 7,347.4公頃 |
| 1264-002     | 拒文岳溶岩洞窟系-1           | 33°26'27"N 126°43'8"E      | 64.6公頃    |             |
| 1264-003     | 拒文岳溶岩洞窟系-2           | 33°28'8"N 126°43'13"E      | 23.8公頃    |             |
| 1264-004     | 拒文岳溶岩洞窟系-3（萬丈窟） | 33°33'22.5"N 126°47'10.0"E | 241.9公頃   |             |
| 1264-005     | 拒文岳溶岩洞窟系-4           | 33°30'02.7"N 126°45'06.1"E | 40.5公頃    |             |
| 1264-006     | 拒文岳溶岩洞窟系-5           | 33°29'09.5"N 126°44'31.0"E | 6.1公頃     |             |
| 1264-007     | 城山日出峰                   | 33°27'28.0"N 126°56'32.0"E | 51.8公頃    | 117公頃     |

## 圖集

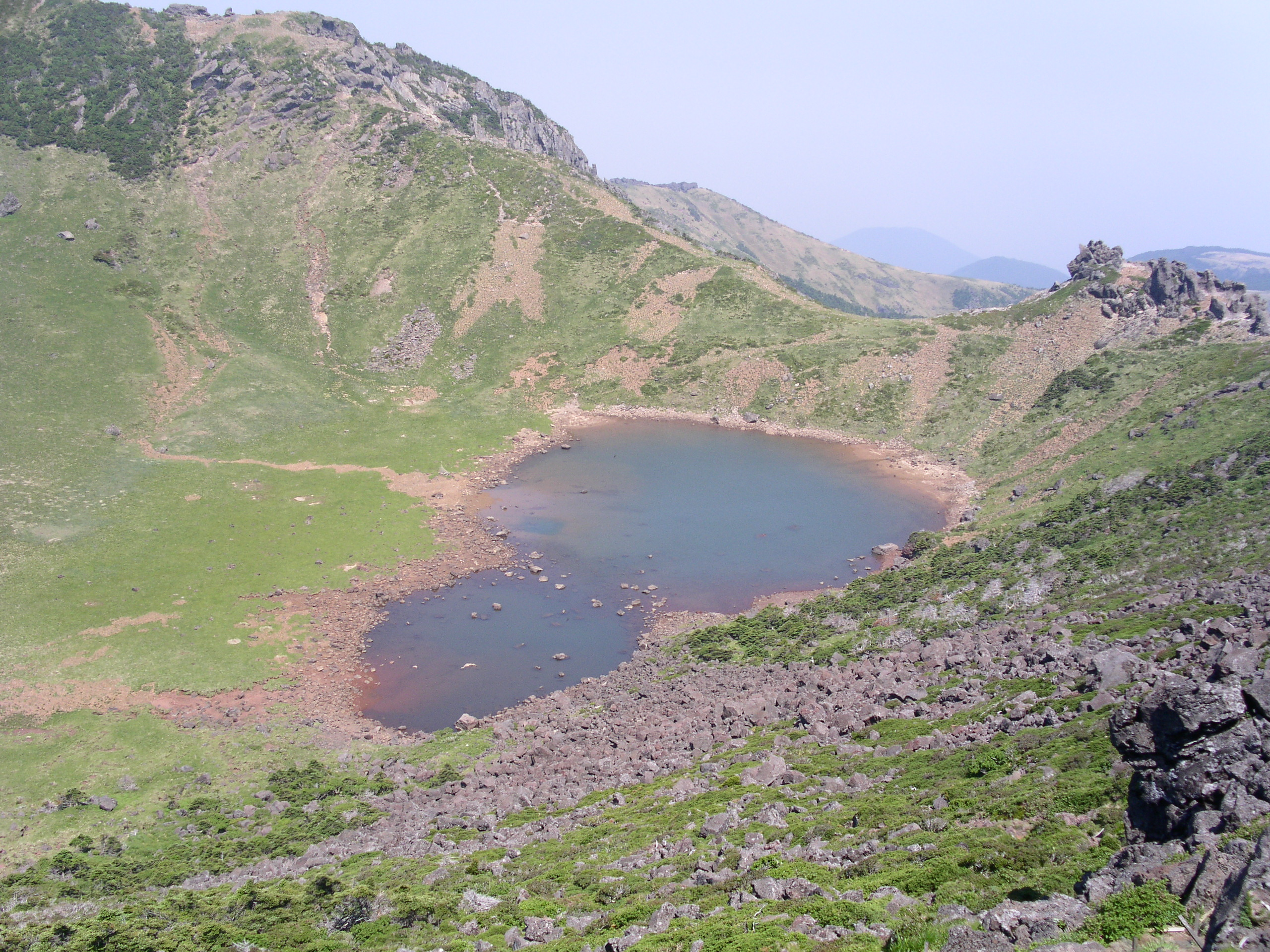
漢拏山白鹿潭
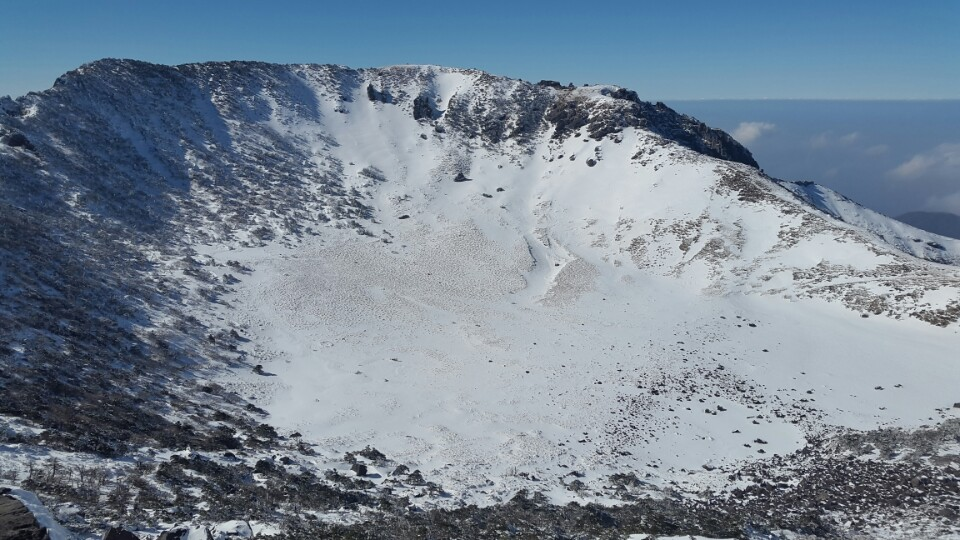
冬季的漢拏山白鹿潭
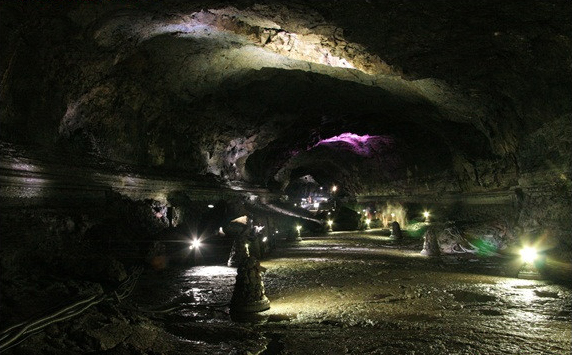
拒文岳萬丈窟
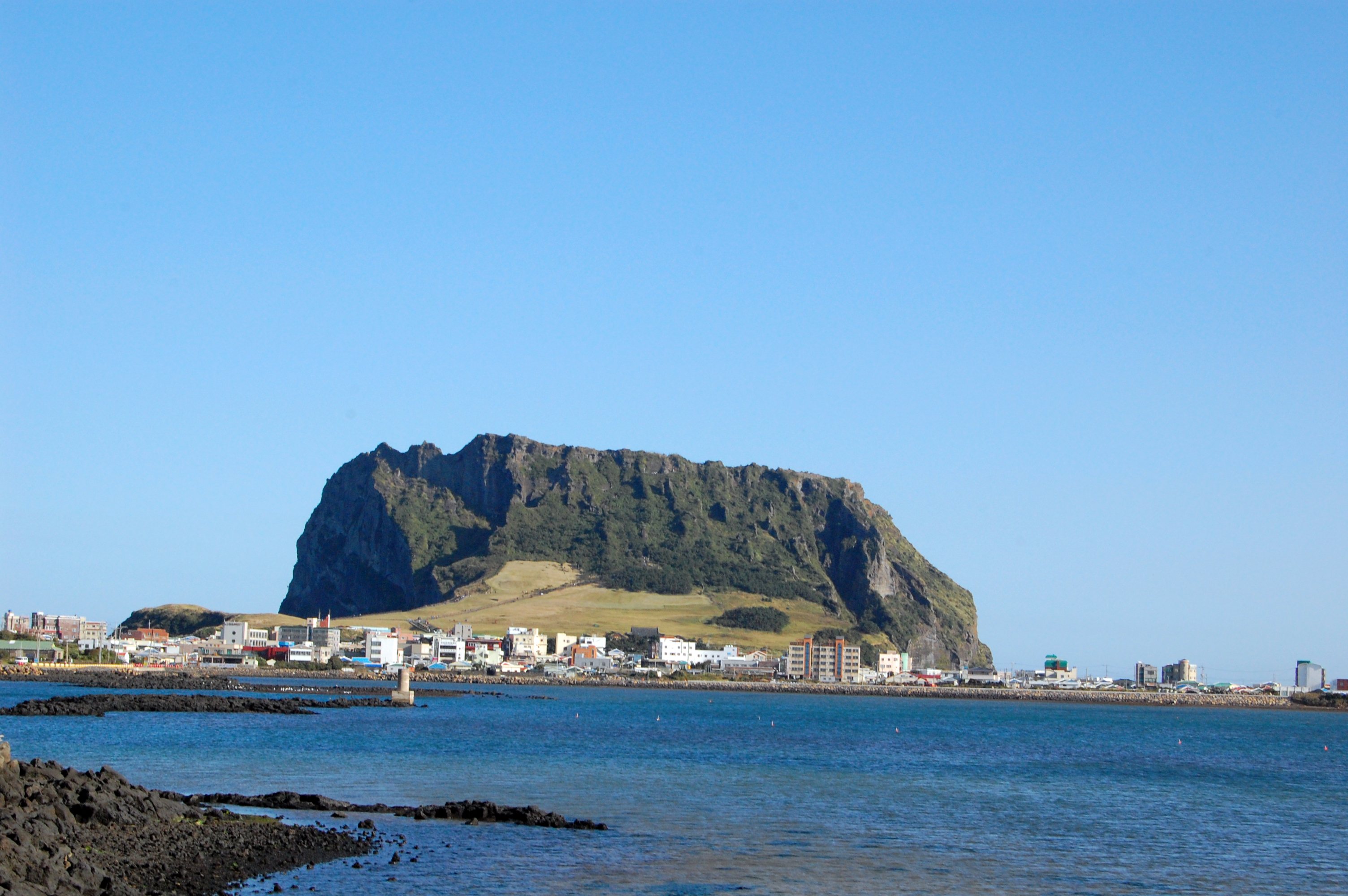
城山日出峰
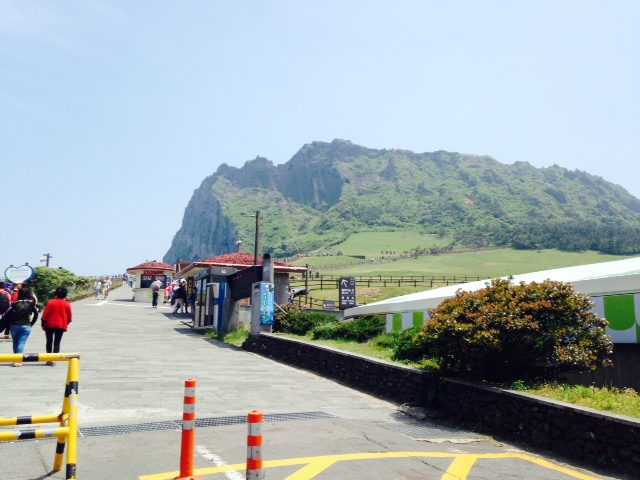
城山日出峰景區入口